# Atomgetriebenes Jagd-U-Boot

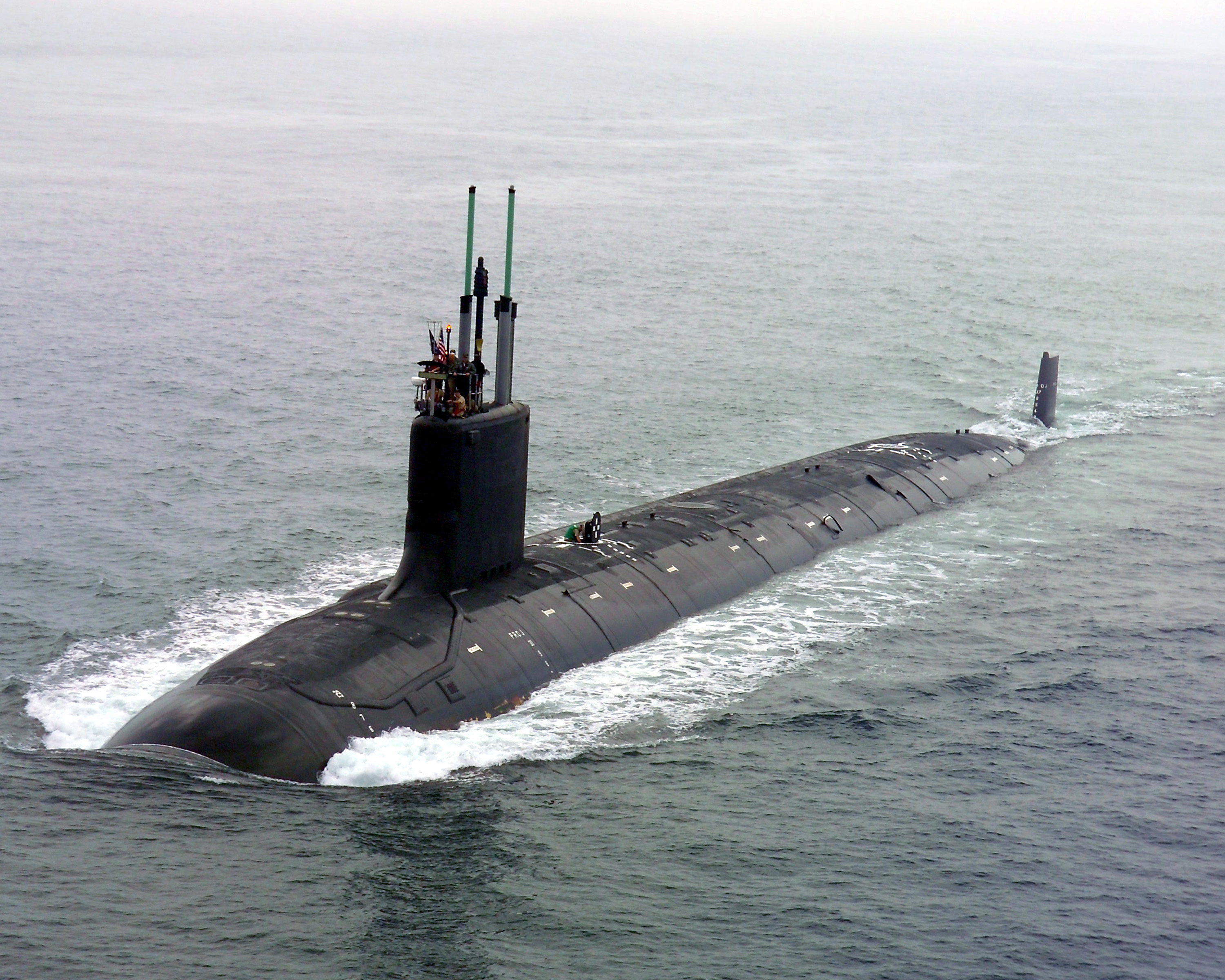
Die Virginia unterwegs im Juli 2004

Ein atomgetriebenes Jagd-U-Boot ist ein militärisches U-Boot, das von einem Atomreaktor angetrieben wird und sowohl der Aufklärung als auch dem Angriff auf gegnerische Schiffe dient. Eine klassische Aufgabenstellung für solche Boote war und ist der Schutz der größeren U-Boote mit ballistischen Raketen (SSBN/SNLE) von verbündeten Streitkräften gegen feindliche Jagd-U-Boote.
Die Bezeichnung der NATO für atomgetriebene Jagd-U-Boote ist SSN (englisch Ship Submersible Nuclear) oder SNA (französisch Sous-marin nucléaire d’attaque).

## Bewaffnung
SSN/SNA sind heute meist mit Torpedos und Lenkflugkörpern bewaffnet. So sind einige U-Boote der USA und Großbritanniens mit Tomahawk-Marschflugkörpern und Harpoon-Seezielflugkörpern ausgestattet. Diese kamen erstmals im Zweiten Golfkrieg 1991 zum Einsatz. Die französische Marine verwendet für diesen Zweck Seezielflugkörper vom Typ Exocet in der Ausführung SM.39.
Die amerikanische und russische Marine nutzen atomgetriebene Jagd-U-Boote zum Schutz der Raketenboote der Ohio- oder Typhoon-Klasse.
Der bislang einzige erfolgreiche Angriff eines SSN auf ein feindliches Schiff erfolgte 1982 im Falklandkrieg, als die Conqueror mit zwei Torpedos den argentinischen Kreuzer General Belgrano versenkte.

## Geschichte
Mit der Nautilus stellte die US Navy 1954 das erste SSN und das erste Atom-U-Boot überhaupt in Dienst. Die sowjetische Marine zog 1958 mit der Leninski Komsomol nach. 1963 stellte die Royal Navy das erste europäische SSN, die Dreadnought in Dienst. Zwanzig Jahre später baute auch Frankreich mit der Rubis sein erstes SSN. Bereits 1974 hatte China ein SSN des Typ 091 in Dienst gestellt.
All diese Staaten bauen auch weiterhin SSN.

## Aktuelle und zukünftige SSN-Klassen
United States Navy:
- Los-Angeles-Klasse (z. T. bereits außer Dienst gestellt)
- Seawolf-Klasse
- Virginia-Klasse

Royal Navy:
- Astute-Klasse

Russische Marine:
- Projekt 671RTM (z. T. bereits außer Dienst gestellt)
- Projekt 945
- Projekt 971
- Projekt 885

Marine Nationale:
- Rubis-Klasse
- Suffren-Klasse

Marine der Volksrepublik China:
- Typ 091 (Han-Klasse) (z. T. bereits außer Dienst gestellt)
- Typ 093 (Shang-Klasse)

Indische Marine:
- Projekt 971

Australische Marine:
- Virginia-Klasse: 3 Boote ab 2033 (Option auf 2 weitere)
- SSN-AUKUS: 8 Boote ab etwa 2040[2]